# Кермек виїмчастий
Кермек виїмчастий, кермек викроєний (Limonium sinuatum) — вид рослин роду кермек родини плюмбагові (за іншою класифікацією — кермекові).

## Поширення
Країни поширення: Алжир (північ); Єгипет (північ); Лівія; Марокко; Туніс; Кіпр; Єгипет (Синайський півострів); Ізраїль; Ліван; Сирія (захід); Туреччина (захід); Естонія; Албанія; Греція (включаючи Крит); Італія (включаючи Сардинію та Сицилію); Чорногорія; Сербія; Португалія (схід); Гібралтар; Іспанія.
Трапляється у сухих, солоних місцях піщаних і кам'янистих берегів Середземномор'я.

## Морфологія
Багаторічна, трав'яниста рослина, яка досягає висот від 15 до 40 сантиметрів. Стебло більш-менш вертикальне. Усі листки навесні ростуть з прикореневої розетки, перисті, 3—15 см у довжину і до 1,5 см в ширину. Всі частини запушені. Колоски 3—4-квіткові. Чашечка у формі лійки; фіолетова або жовта. Пелюстки блідо-білі. Культурні форми можуть мати більш широкі смуги крила. Квіти можуть бути фіолетові, жовті, жовтогарячі. Квітне з травня по вересень.

## Використання
Рослина рідко використовується як декоративна для літніх садів, як зрізана квітка та як сухоцвіт.

## Галерея

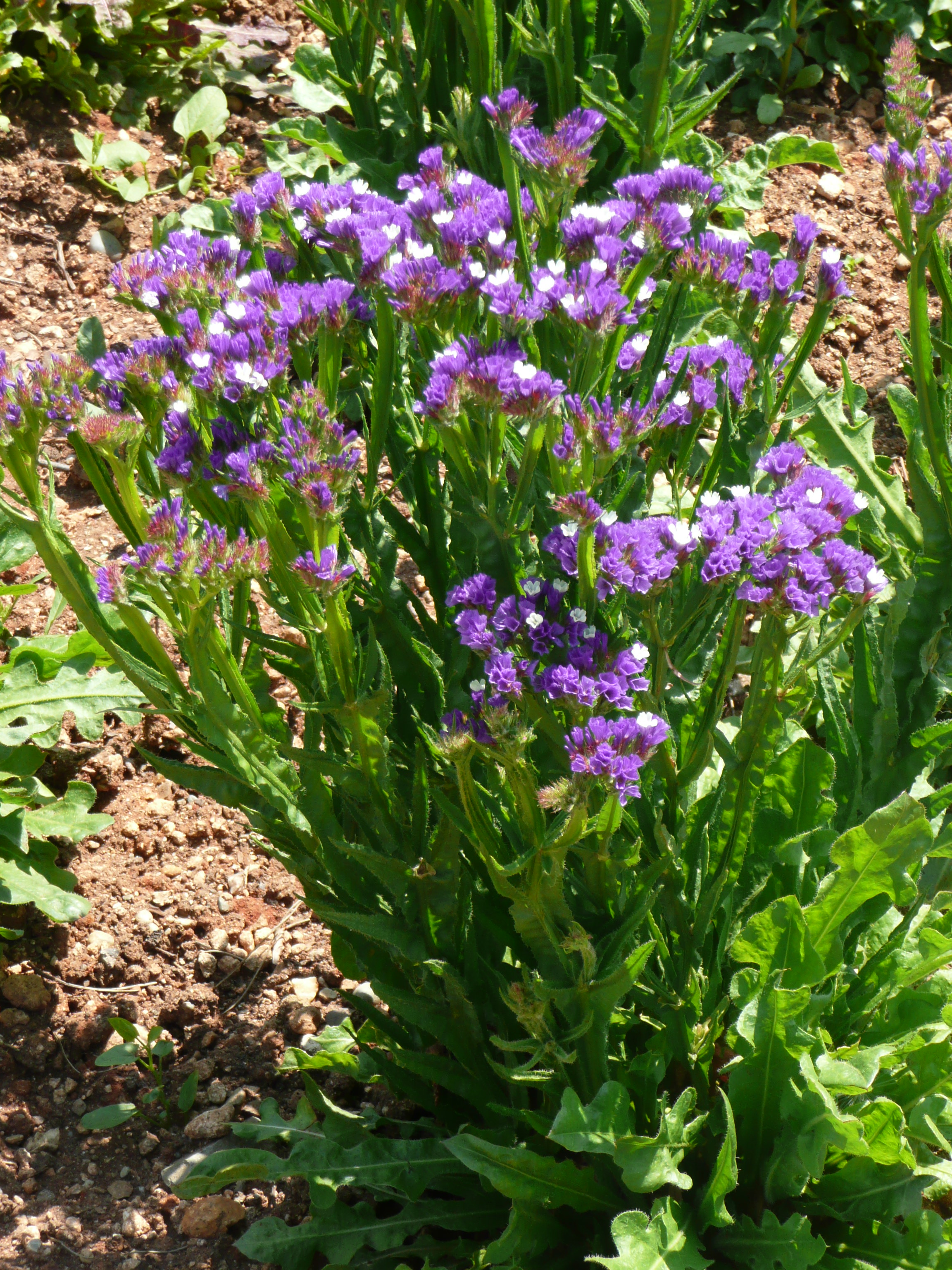
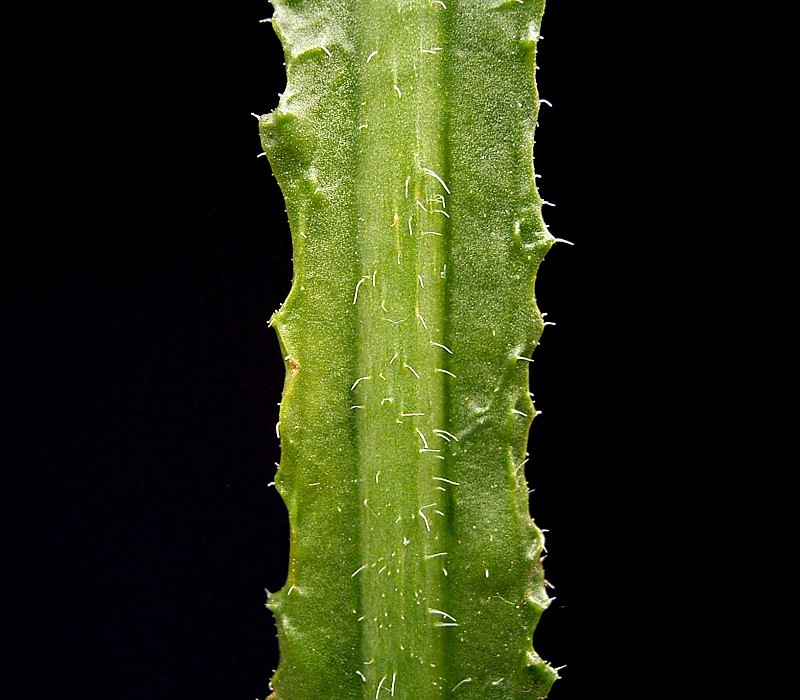
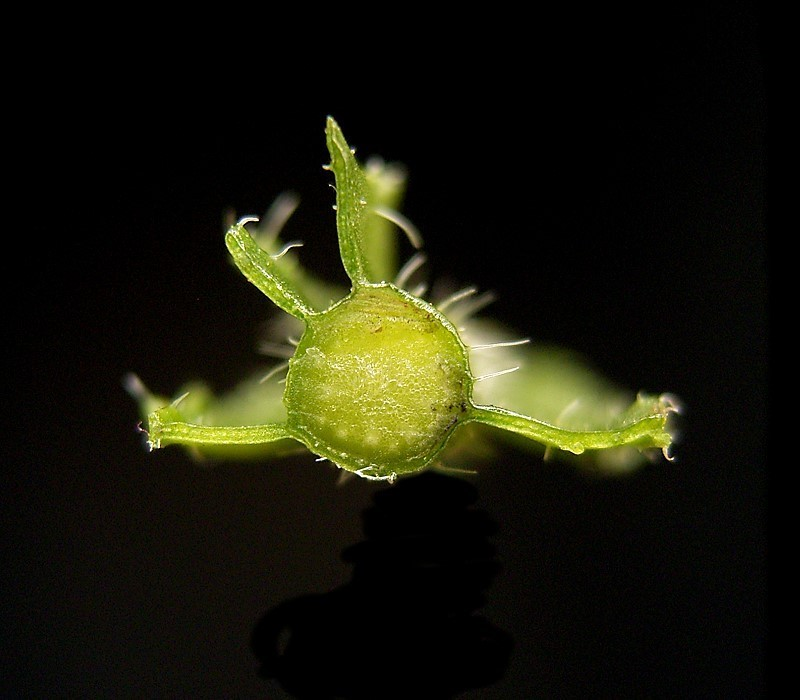
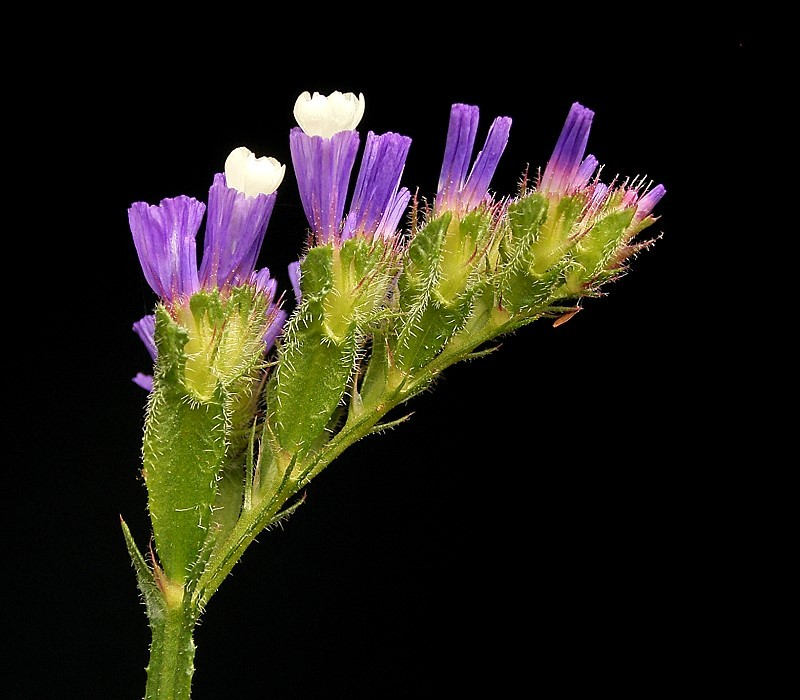
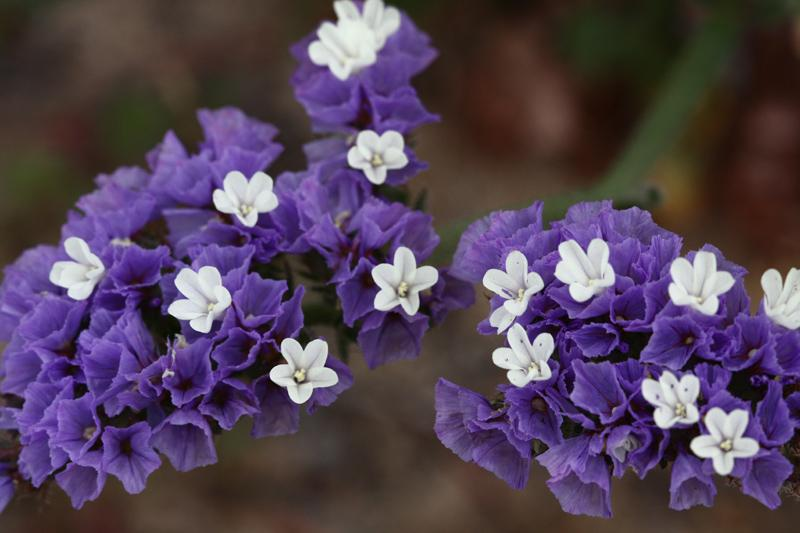
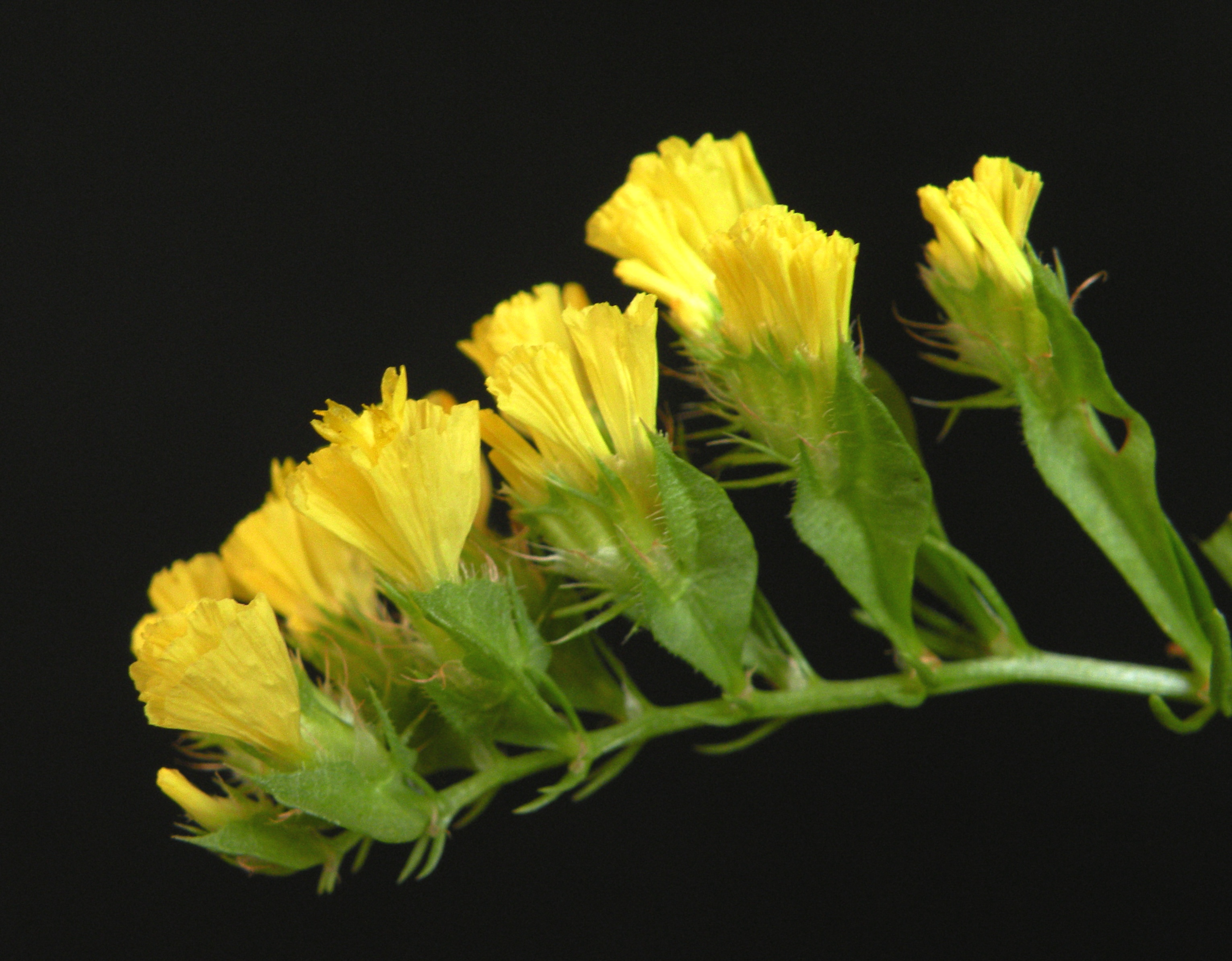

| Гібіскус | Це незавершена стаття про квіткові рослини. Ви можете допомогти проєкту, виправивши або дописавши її. |